# Park Narodowy Gorchi-Tereldż

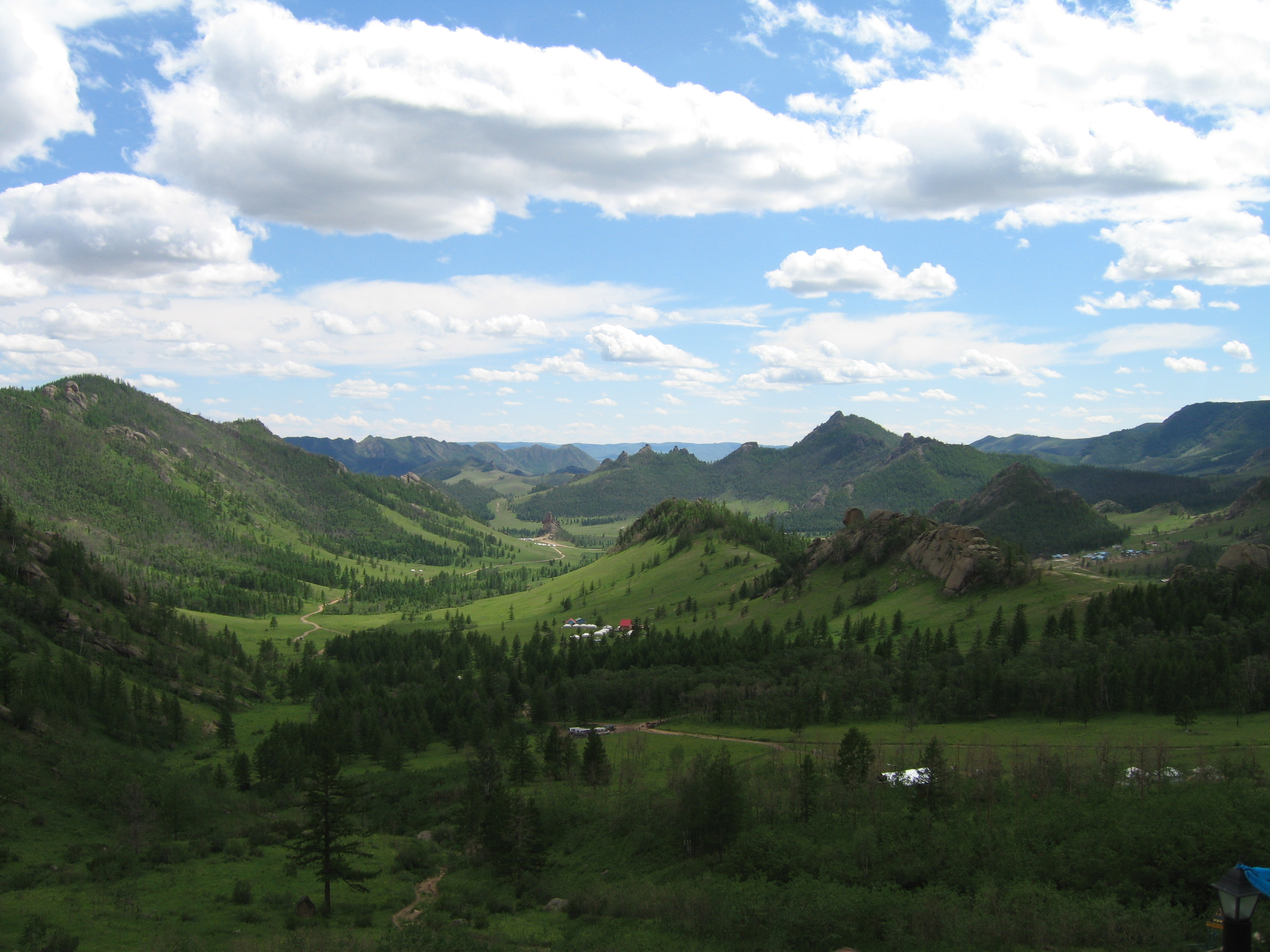
Południowa część parku narodowego, widok z klasztoru buddyjskiego na południe od miejscowości Tereldż

Park Narodowy Gorchi-Tereldż (mong. Горхи-Тэрэлж байгалийн цогцолборт газар; Gorchi-Tereldż bajglijn cogcolbort gadzar) – park narodowy w Mongolii znajdujący się na północny wschód od Ułan Bator.

## Historia
Status parku narodowego nadano oficjalnie w 1993 roku. Do tego czasu Gorchi-Tereldż wchodził w skład ścisłego rezerwatu przyrody Chan Chentij, z którym graniczy obecnie od północy.

## Geografia
Gorchi-Tereldż leży w północno-wschodniej części kraju i zajmuje powierzchnię 293 168 ha. Południowa część parku, w której znajduje się strefa turystyczna, leży w granicach administracyjnych Nalajchu, jednej z dzielnic Ułan Bator. Pozostała część parku (na północ od rzeki Tereldż gol, od której park wziął swoją nazwę) leży na terenie ajmaku centralnego. 

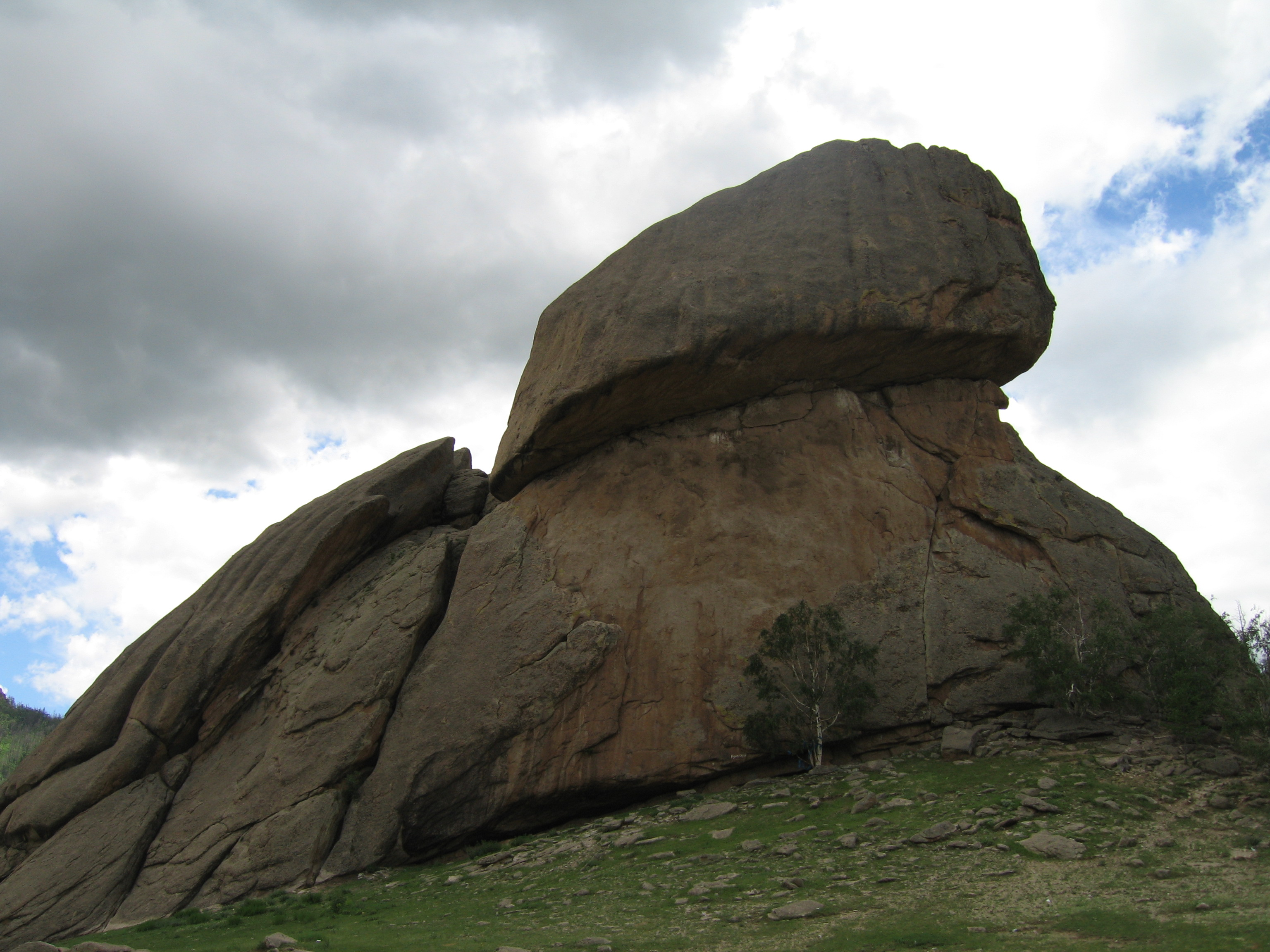
Ostaniec Melchijn chad (dosł. „skała-żółw”)

Park obejmuje fragment pasma górskiego Chentej, wraz z górami Bag Chentijn (wysokość do 2551 m n.p.m.) oraz Sar'dag (wysokość do 2646 m n.p.m.). W paśmie górskim Chentej bierze swój początek wiele niedużych rzek górskich i potoków płynących w kierunku południowym, z których największa to płynąca przez Ułan Bator Tuul gol, której prawym dopływem jest Tereldż gol. 
Południowe stoki górskie porasta roślinność stepowa, natomiast na stokach północnych dominuje tajga modrzewiowa. Lasy występują do wysokości 2200 m n.p.m. Zbocza są stosunkowo łagodne i drogi wspinaczkowe nie posiadają żadnych zabezpieczeń. Wysokość względna rzadko przekracza 1000 m. Roślinność w parku jest typowa dla tajgi w południowej części Zabajkala. Występuje duża bioróżnorodność; w parku żyje wiele chronionych gatunków zwierząt i roślin. Szczególnie duża jest liczba gatunków ptaków – ok. 250.
Jedną z atrakcji parku są ostańce skalne, z których najpopularniejszy jest tzw. Melchijn chad, czyli „skała-żółw”. Ponadto na terenie parku, na południe od miejscowości Tereldż, znajduje się nowo wybudowany klasztor buddyjski oraz park dinozaurów pod nadzorem paleontologów akademickich.

## Ludność
Ludność skoncentrowana jest przede wszystkim w miejscowości Tereldż (formalnie, osiedle w granicach administracyjnych Ułan Bator), w południowej części parku, gdzie w 2009 roku mieszkało 1301 osób (530 rodzin).

## Infrastruktura turystyczna
Na terenie parku znajduje się ponad 60 hosteli i 5 domów wypoczynkowych. 
W południowej części parku mieści strefa przeznaczona dla turystów z jurtami (mong. гер, ger) do wynajęcia, sklepami, restauracjami, kawiarniami, placami zabaw i innymi elementami infrastruktury turystycznej, m.in. polem golfowym. Istnieje także możliwość wypożyczenia konia lub wielbłąda. W 2008 roku w miejscowości Tereldż powstał pierwszy w kraju ośrodek spa.

## Galeria

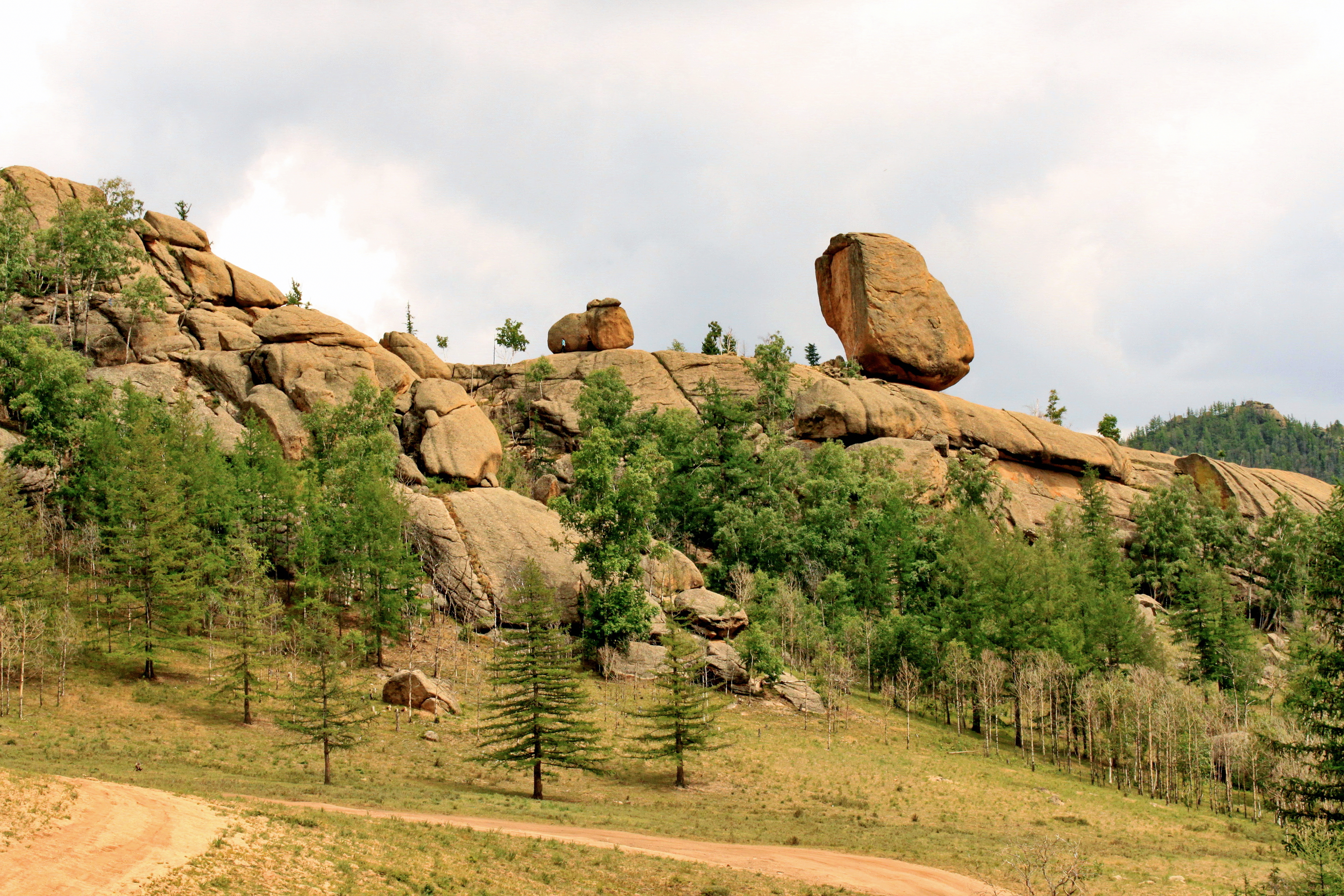
Krajobraz w Parku Narodowym Gorchi-Tereldż
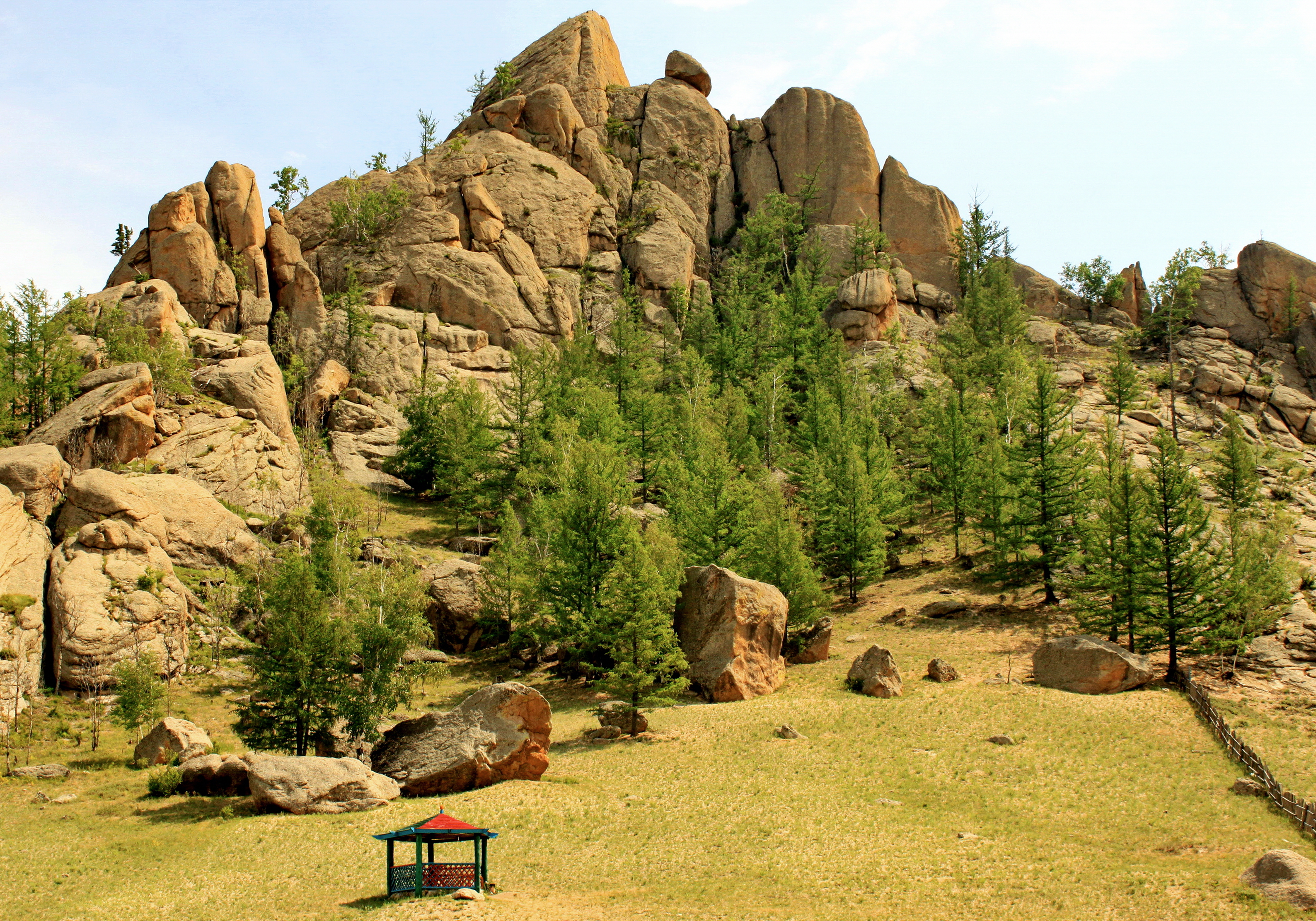
Krajobraz w Parku Narodowym Gorchi-Tereldż
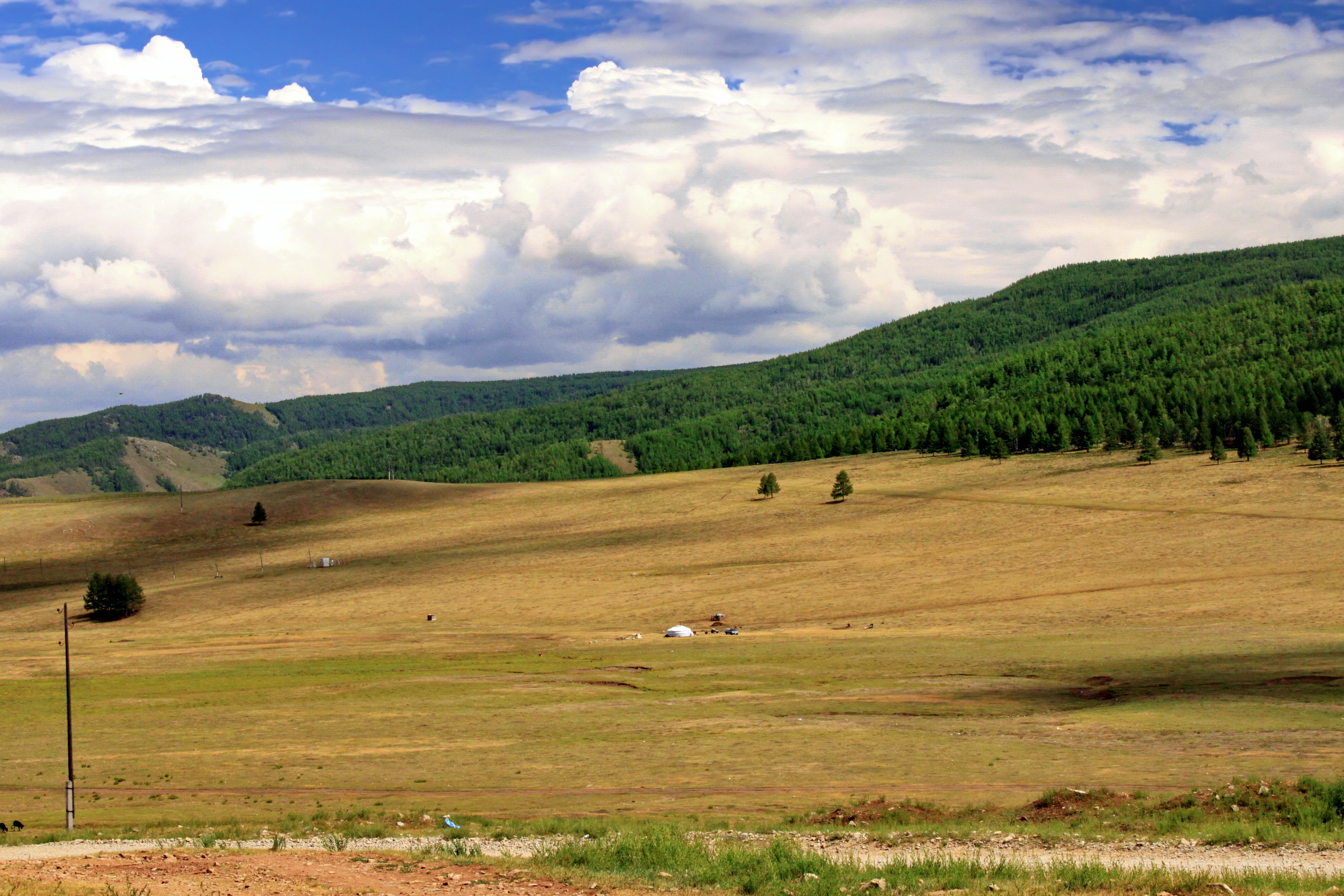
Krajobraz w Parku Narodowym Gorchi-Tereldż
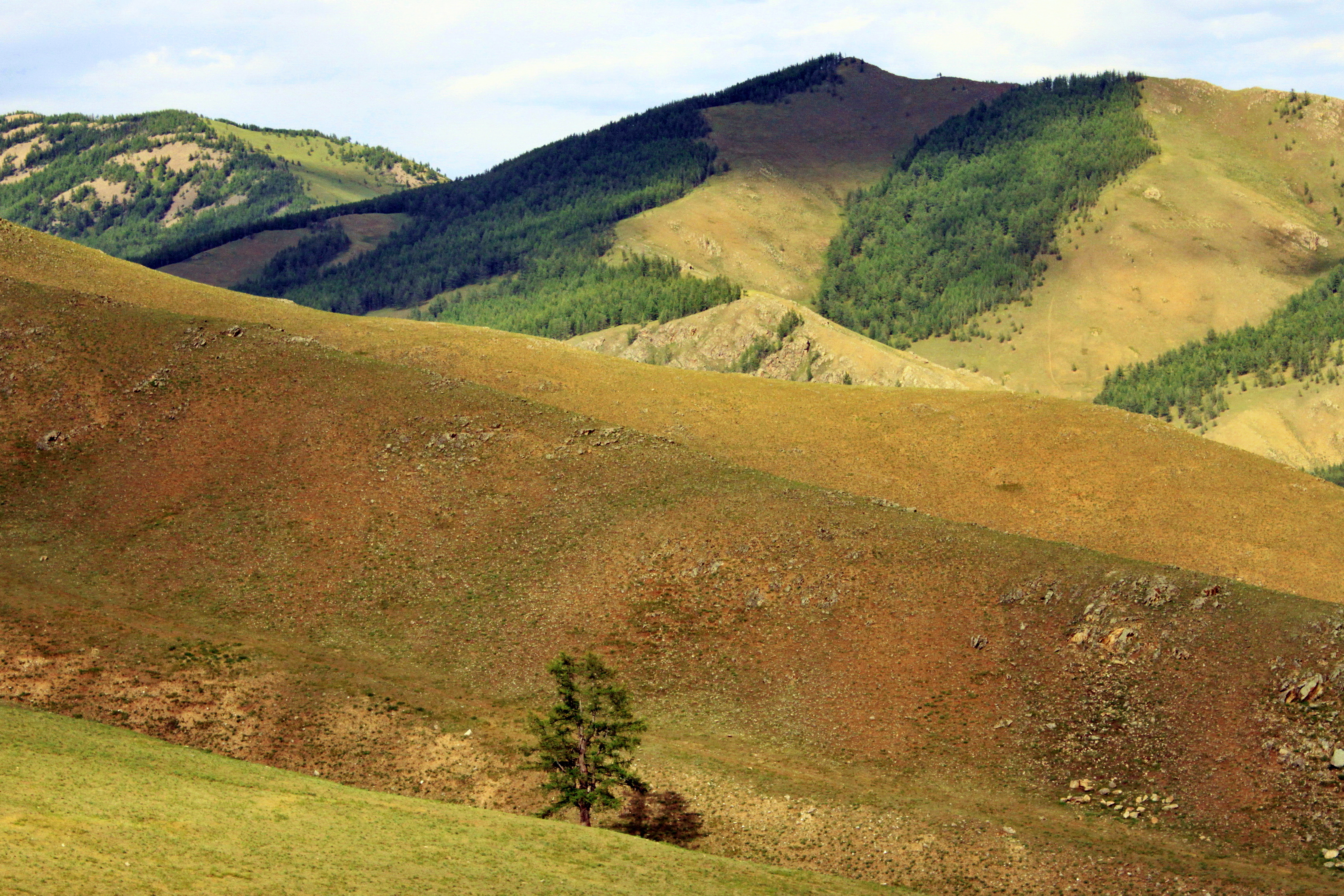
Krajobraz w Parku Narodowym Gorchi-Tereldż
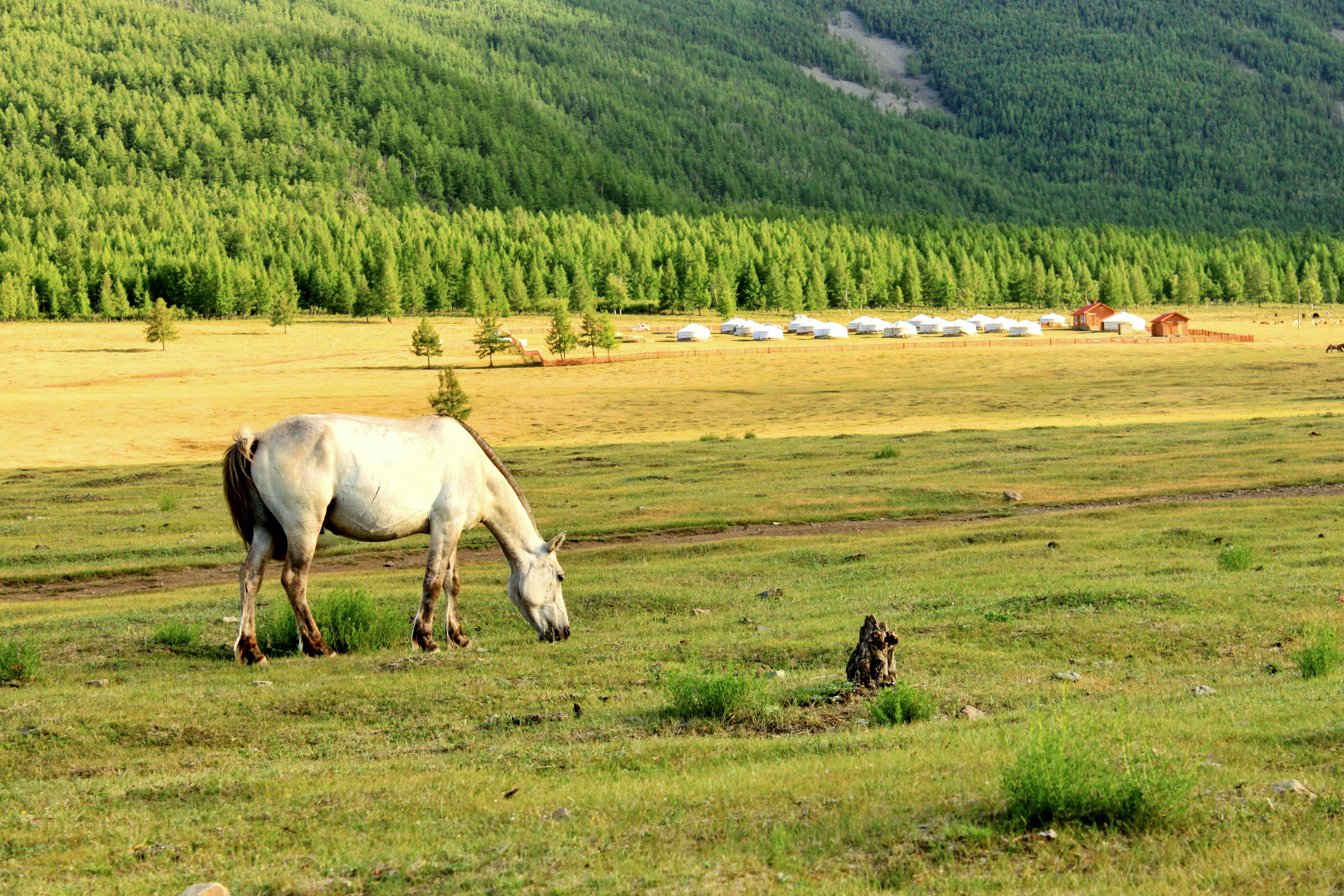
Krajobraz w Parku Narodowym Gorchi-Tereldż
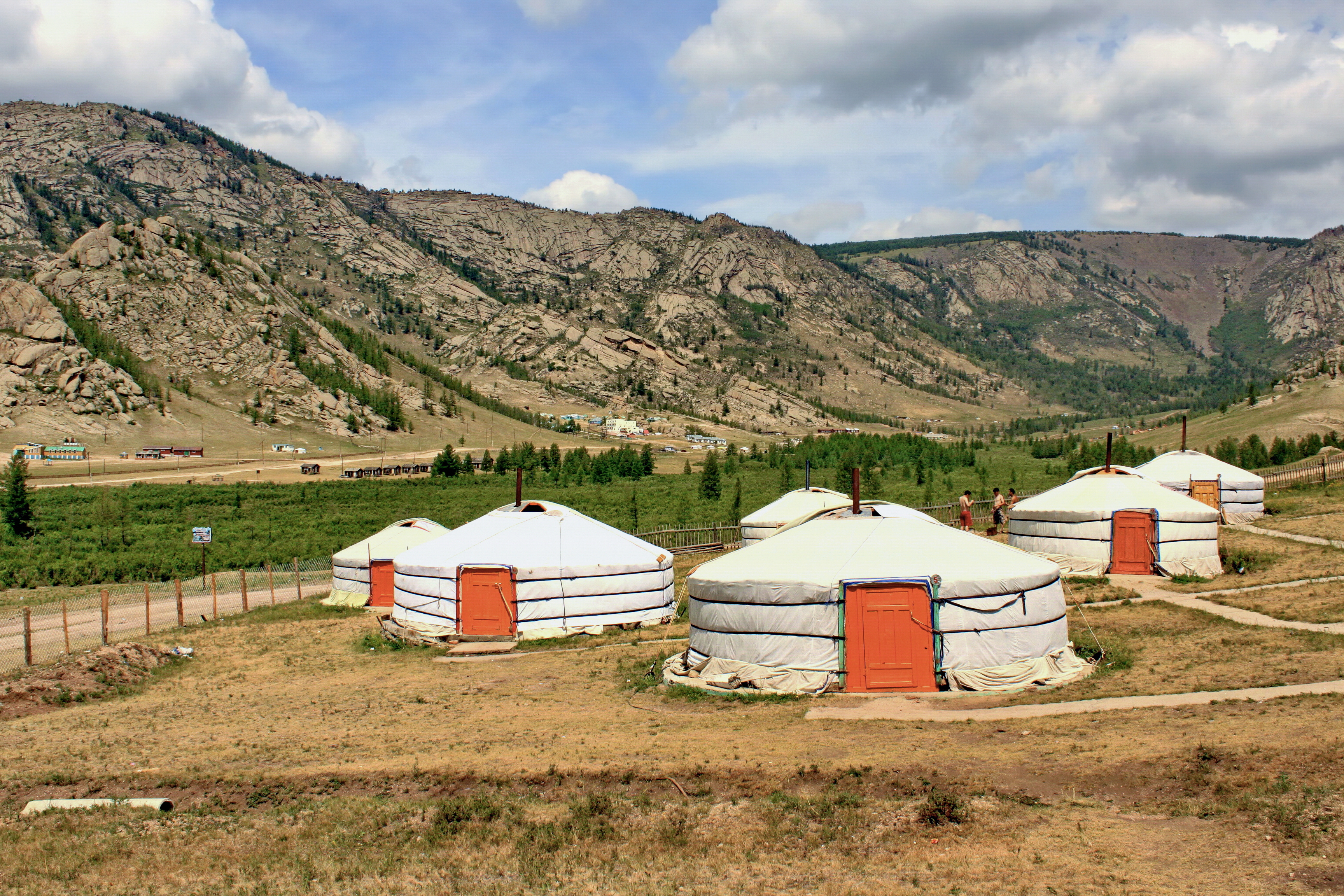
Jurty w Parku Narodowym Gorchi-Tereldż
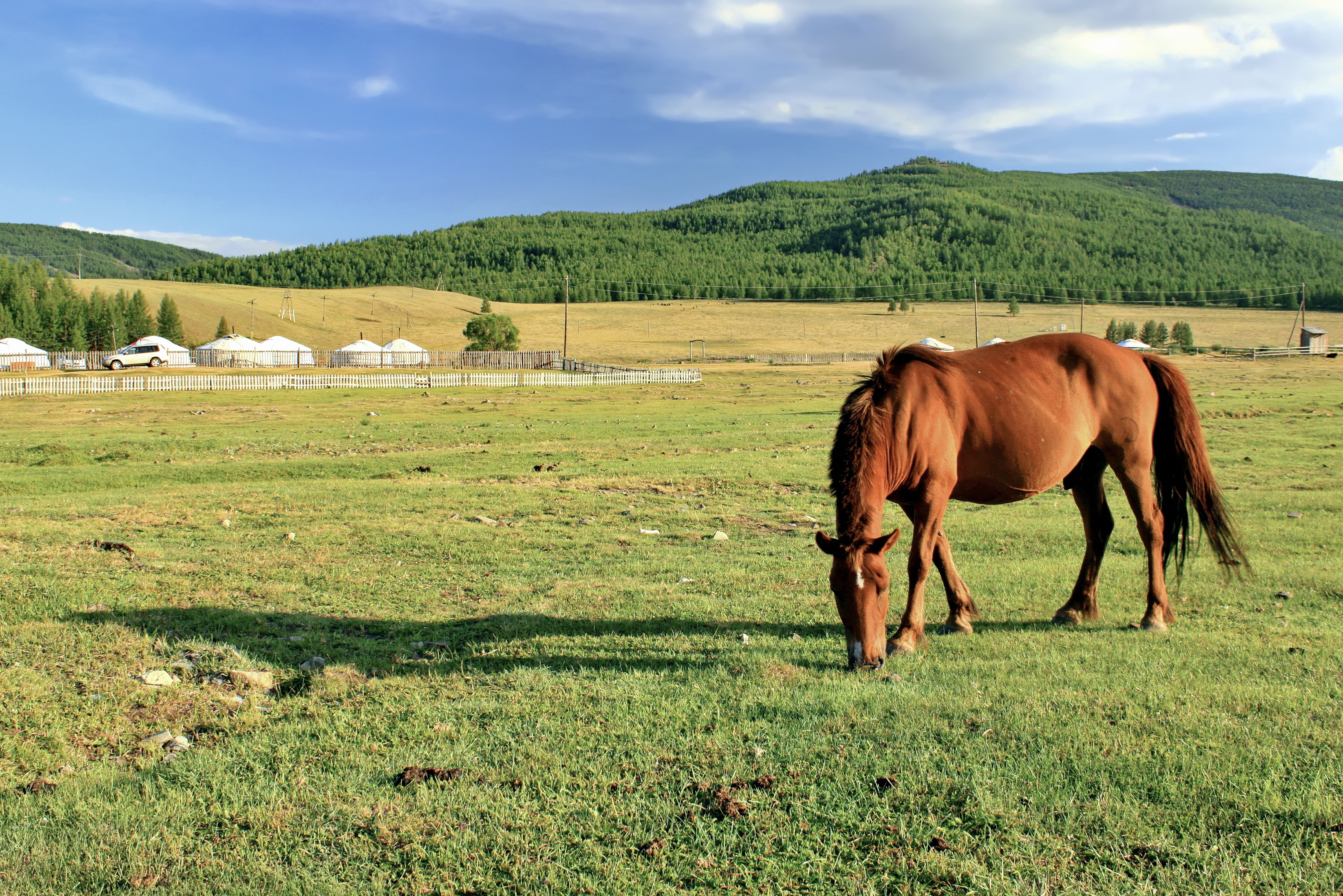
Koń mongolski w Parku Narodowym Gorchi-Tereldż
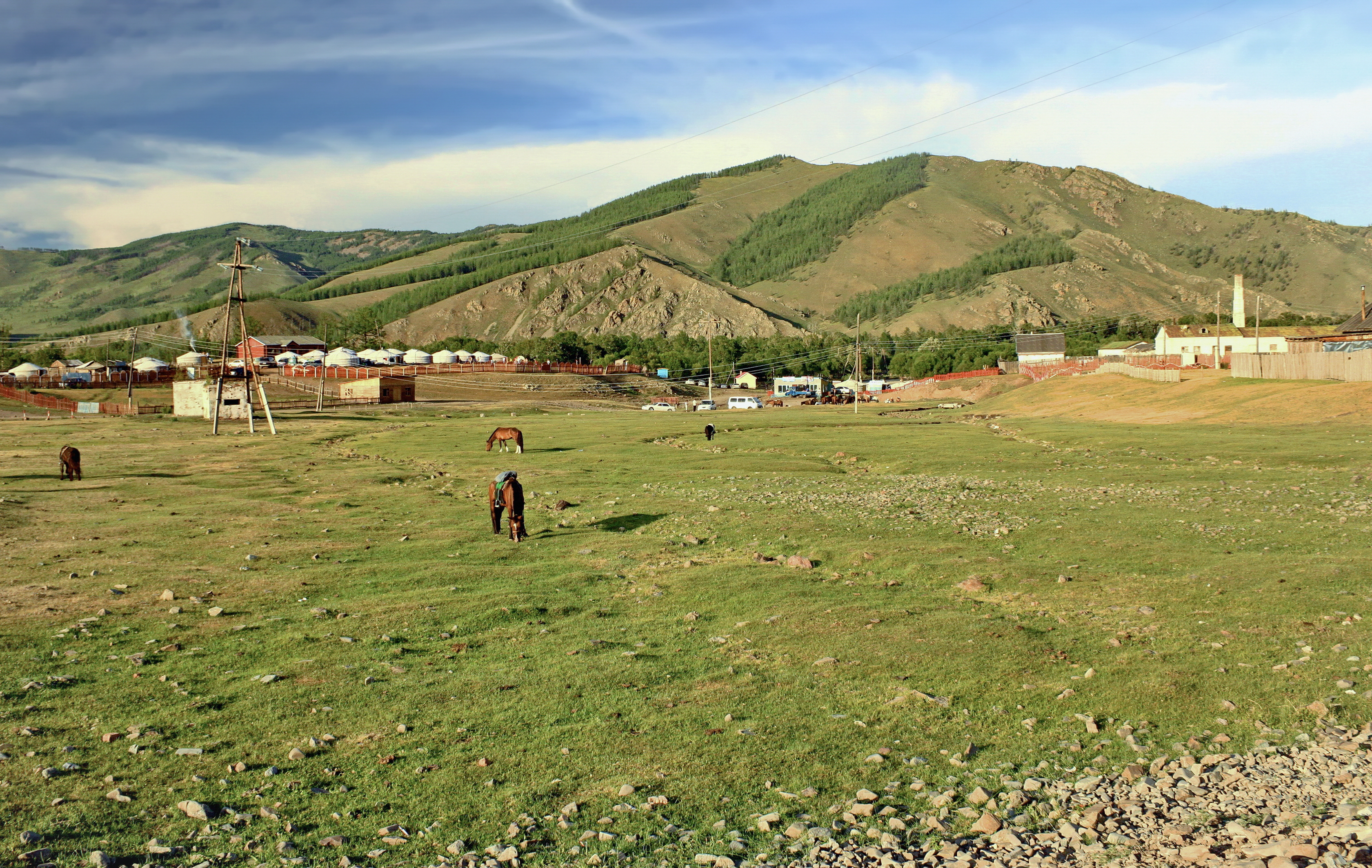
Widok na wioskę Tereldż